# Hôpital de Vårberg
L'hôpital de Vårberg (en suédois : Vårberg sjukhem) est un hôpital gériatrique situé dans le quartier de Vårberg à Stockholm en Suède.

## Présentation
L'hôpital est situé à l'adresse Vårbergsvägen 63 dans le quartier de Vårberg. 
L'établissement de l'îlot urbain de Svanholmen a été construit à la fin des années 1960 selon les plans de l'architecte Ervin Pütsep et est un représentant typique et bien conservé du nombre limité d'hôpitaux annexes pour les soins de longue durée qui ont été construits dans la périphérie de Stockholm au cours de la seconde moitié des années 1960. 
L'hôpital était alors le seul employeur important de Vårberg.
L'édifice est classé vert par le Musée municipal de Stockholm, ce qui signifie que le bâtiment est considéré comme « particulièrement précieux d'un point de vue historique, culturel, environnemental ou artistique ». 
En 2020, des travaux ont été lancés pour permettre, entre autres, de nouveaux développements résidentiels adjacents et des activités scolaires dans l'ancien bâtiment de l'hôpital.
L'hôpital est desservi par la station Vårberg de la ligne T13 du métro de Stockholm.

## Histoire et architecture
Le plan d'urbanisme (Pl. 6879) est entré en vigueur en juin 1967 et comprenait une zone hospitalière d'environ 3,5 hectares. À l'ouest de l'hôpital, une zone a été réservée « au déversement des matériaux excédentaires » (aujourd'hui Vårbergstoppen). La mission architecturale a été confiée à Ervin Pütsep. Il était l'un des principaux architectes hospitaliers de Suède avec à son actif une cinquantaine d'établissements de santé, dont l'hôpital de Rosenlund, le centre de toxicologie Maria, la maison de services Fruängsgården et l'agrandissement de l'hôpital de Långbro. Le client était l'administration sanitaire de la ville de Stockholm et l'entrepreneur général était Yngve Kullenberg Byggnads AB.
L'hôpital annexe de Vårberg a été planifié en même temps que des installations similaires à Åkeshov et Solberga. Tous ont été conçus selon les plans d'Ervin Pütseps. Åkeshov et Solberga sont désormais fermés et transformés en logements.
Leur architecture d'origine a été fortement modifiée par des rénovations et n'est plus lisible.
L'hôpital de Vårberg se compose de quatre bâtiments interconnectés qui ont été placés dans la zone verte dans la partie la plus au sud de Vårberg. Le volume dominant est construit comme un immeuble de six étages avec un sous-sol. C'est ici que se trouvaient les 300 lits de l'hôpital. Les salles de traitement ont été conçues de manière flexible pour quatre, deux ou un patient. Le rez-de-chaussée comprenait également un laboratoire de chimie clinique, un service de radiologie, un cabinet dentaire, un gymnase et une piscine pour la physiothérapie.
Au sud-est, une partie basse communique avec deux cours en atrium. 
La partie inférieure contenait les espaces communs tels que la réception, la salle de réunion, la cantine du personnel, la piscine et le garage. 
Une chapelle a été aménagée dans un bâtiment cubique légèrement plus haut, à l'extrémité nord du bâtiment bas. L'ensemble de l'installation était orienté dans une direction nord-sud avec Vårbergsvägen au nord et des pentes couvertes de pelouses au sud en direction des blocs de maisons de la commune d'Huddinge. L'entrée de l'hôpital était située entre les sections haute et basse, auxquelles on accédait depuis le nord et Vårbergsvägen.
Ervin Pütsep a donné au complexe hospitalier un effet sculptural dans le parc environnant. Les matériaux dominants sont également typiques de l'époque et bien conservés, comme le béton coulé, le plâtre et les éléments de façade avec ballast apparent dans les parapets. Les sections des rangées de fenêtres entre les fenêtres ont été revêtues de tôle ondulée blanche. Les façades du rez-de-chaussée, d'angle et du pignon sont interrompues par des sections claires et lisses en plâtre fin blanc chaud. Les balcons extérieurs et vitrés avec des parapets en tôle peinte et à motifs jaunes ont été ajoutés lors d'une rénovation dans les années 1990.
Les cours intérieures lumineuses et les environnements autour des entrées de l'établissement ont une valeur architecturale et artistique particulière, avec des plantations, des sièges et une décoration artistique, entre autres, de Siri Derkert. Selon la classification d'histoire culturelle de 2006 du Musée municipal de Stockholm, l'architecture est « résolument moderniste » et adhère à l'idéal moderniste de la « maison dans un parc ». L'établissement a été inauguré en 1969.

## Destinée du bâtiment
Parmi les hôpitaux annexes de soins de longue durée construits dans la seconde moitié des années 1960 dans la périphérie de Stockholm, l'hôpital de Vårberg était le seul à avoir conservé sa fonction et son architecture et a continué d'exister jusqu'aux années 1990, lorsque l'hôpital a été transféré du Conseil du comté de Stockholm à la municipalité de Stockholm. Entre 1994 et 1996, d'importants travaux de rénovation ont été réalisés pour adapter le fonctionnement en une maison de retraite.
En 2004, la société municipale Micasa Fastigheter a repris la propriété et la gestion. La fonction de soins aux personnes âgées est restée en place jusqu'à la conversion en 2011-2012 en hébergement de courte durée et en appartements pour étudiants. Les anciennes chambres d'infirmières ont été transformées en petits appartements avec salles de bains et cuisinettes. Cette transformation a entraîné un changement majeur dans la fonction de la maison de retraite.
En juillet 2018, Micasa a vendu la propriété à Ramstedt & Rämsell Fastigheter AB, qui prévoyait d'ouvrir une école F-9 (maternelle et classes de 7 à 9) pour 400 enfants dans le bâtimentbyggnaden.
L'ancien complexe hospitalier sera également complété par un nouveau bâtiment comprenant 100 appartements destinés aux personnes âgées. Parallèlement, un immeuble résidentiel est en cours de construction, avec un total de 150 appartements locatifs. Le terrain appartient à la ville de Stockholm et a été loué en 2019 à Fastighets AB Vårbergstoppen et Fastighets AB Vårholmen, tous deux détenus par Ramstedt & Rämsell.

## Focus Skärholmen
Un nouveau quartier résidentiel est prévu dans la zone du parc qui s'étendra vers l'est le long des deux côtés de Vårbergsvägen. La transformation fait partie du projet « Focus Skärholmen » de la ville, qui a débuté en décembre 2015. Focus Skärholmen comprend les quartiers de Vårberg, Skärholmen, Sätra et Bredäng. L'objectif est de densifier les quartiers de la ville avec environ 4 000 logements d'ici 2030 et de renforcer l'offre de logements, de services, de lieux de travail, de lieux de rencontre et d'espaces verts.

## Galerie

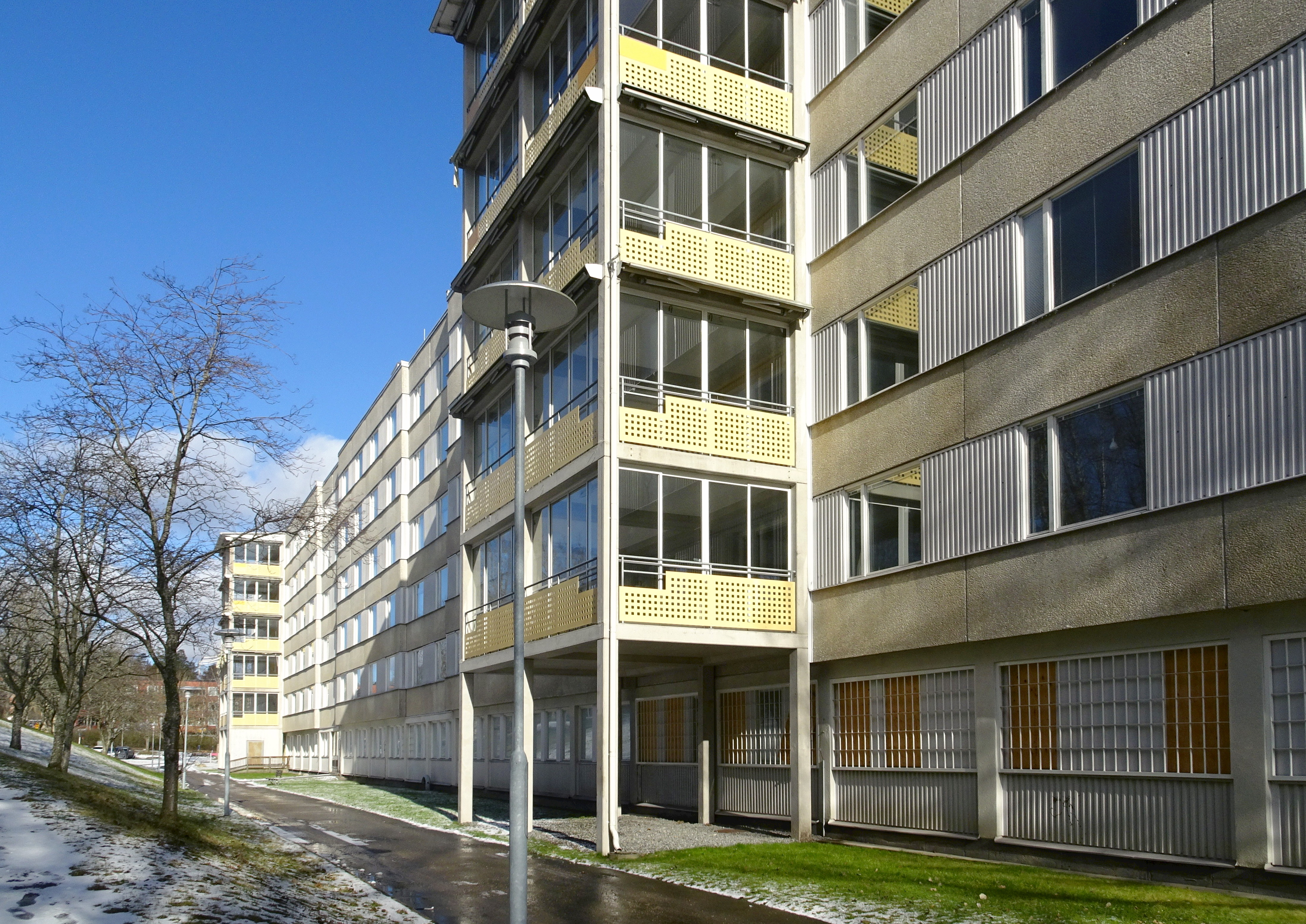
Façade orientée vers l'ouest..
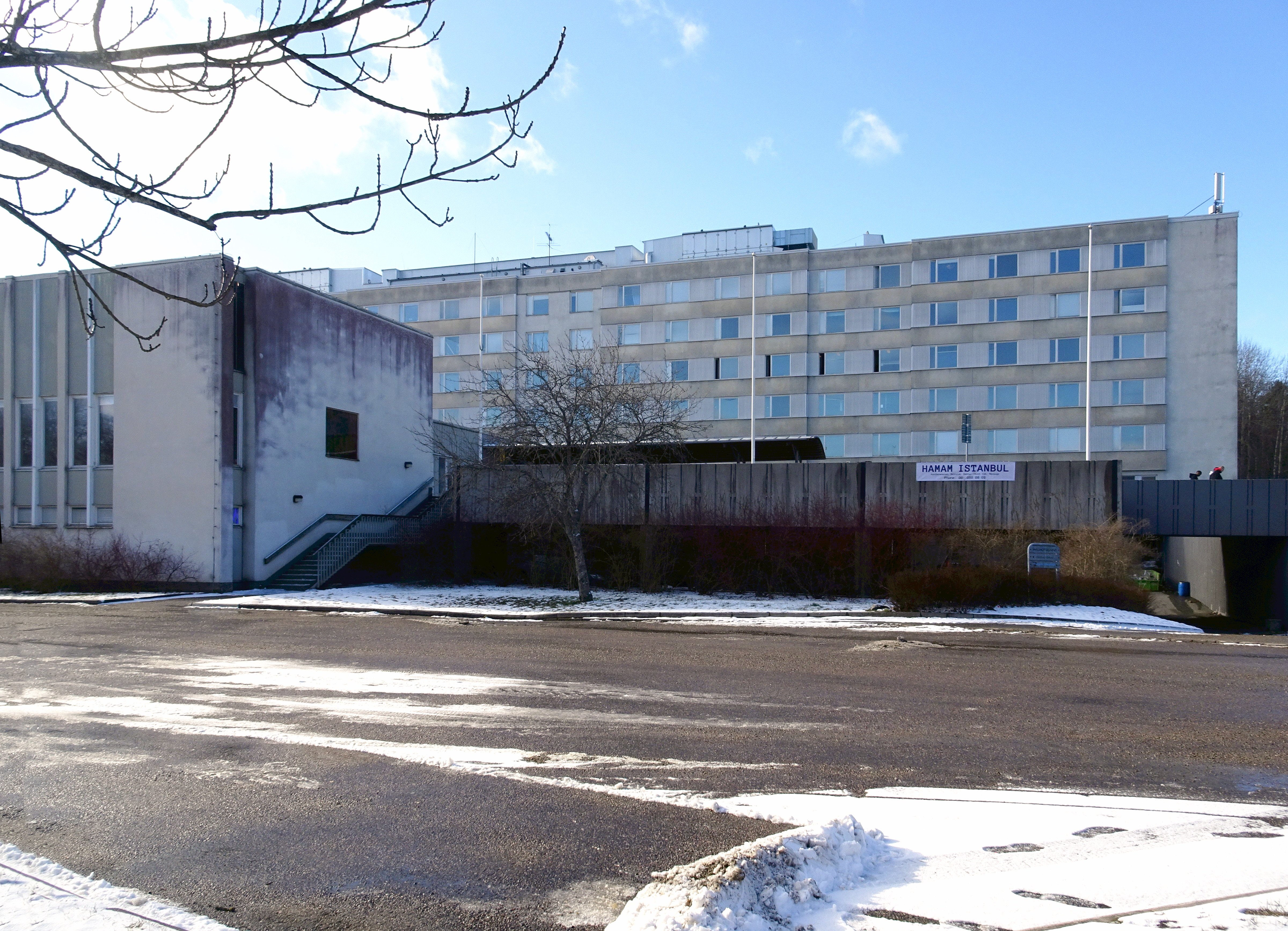
Façade orientée à l'est et la partie inférieure avec la chapelle.
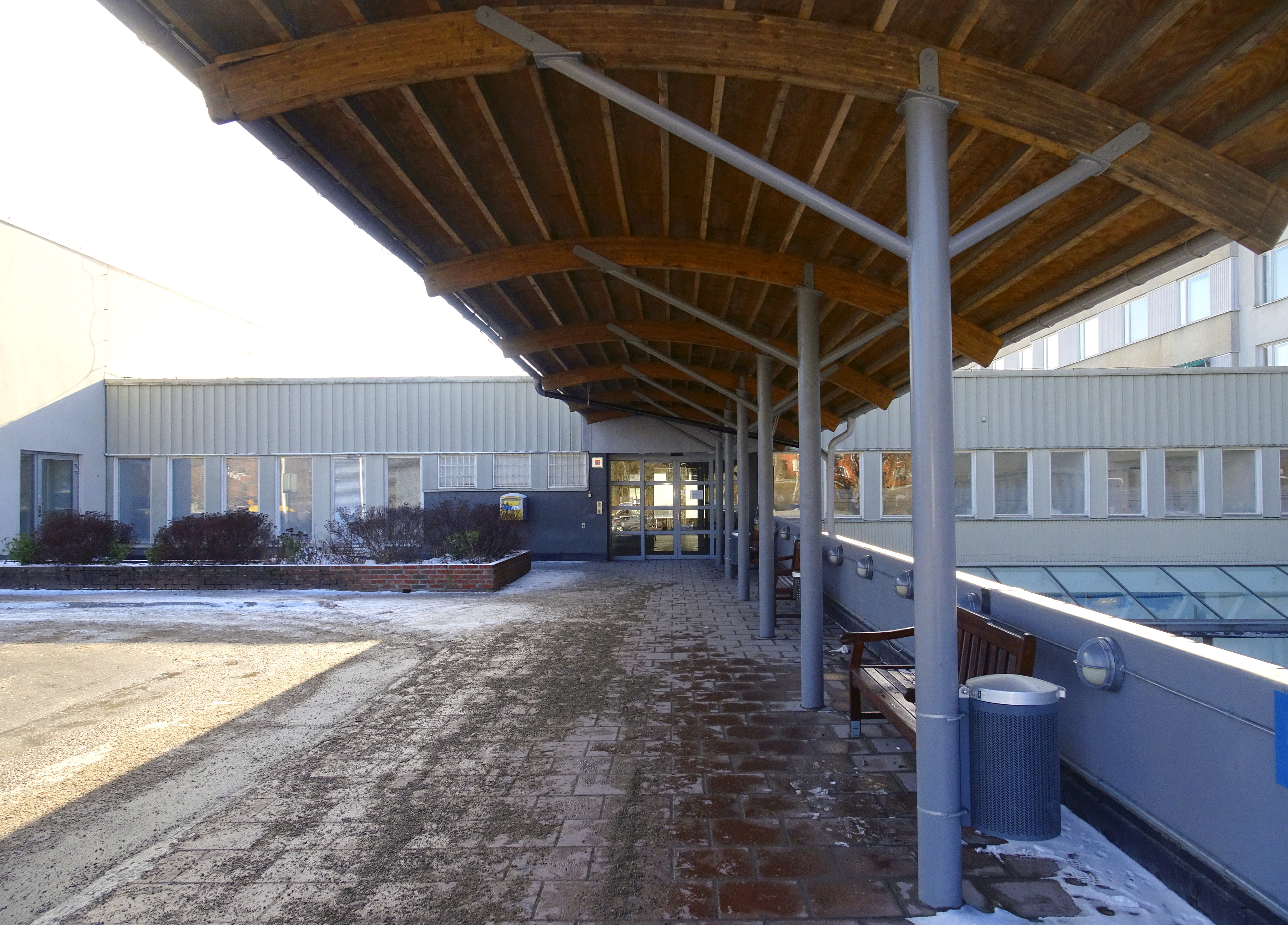
Entrée principale.
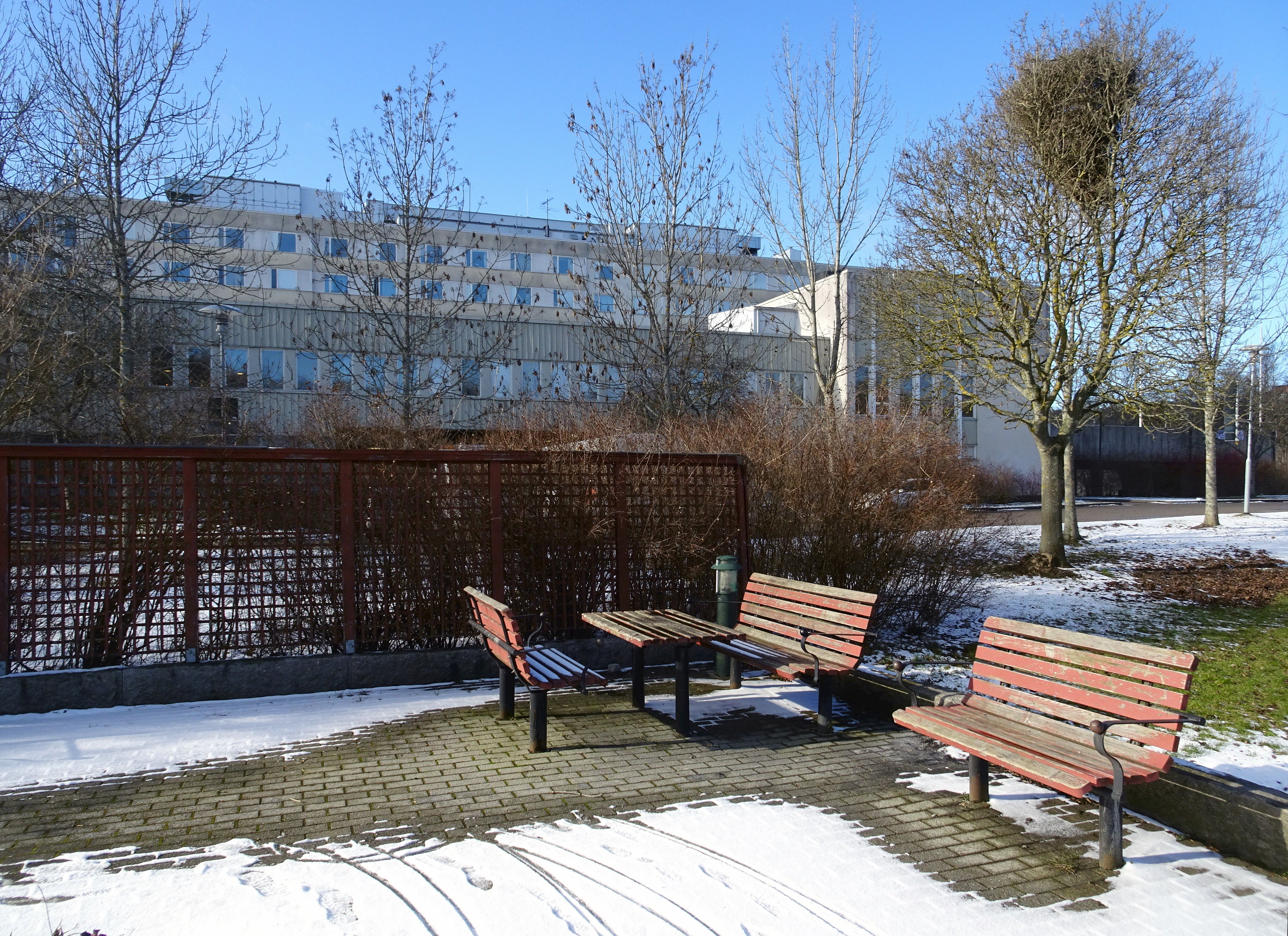
Le parc à l'est et l'hôpital en arrière-plan..
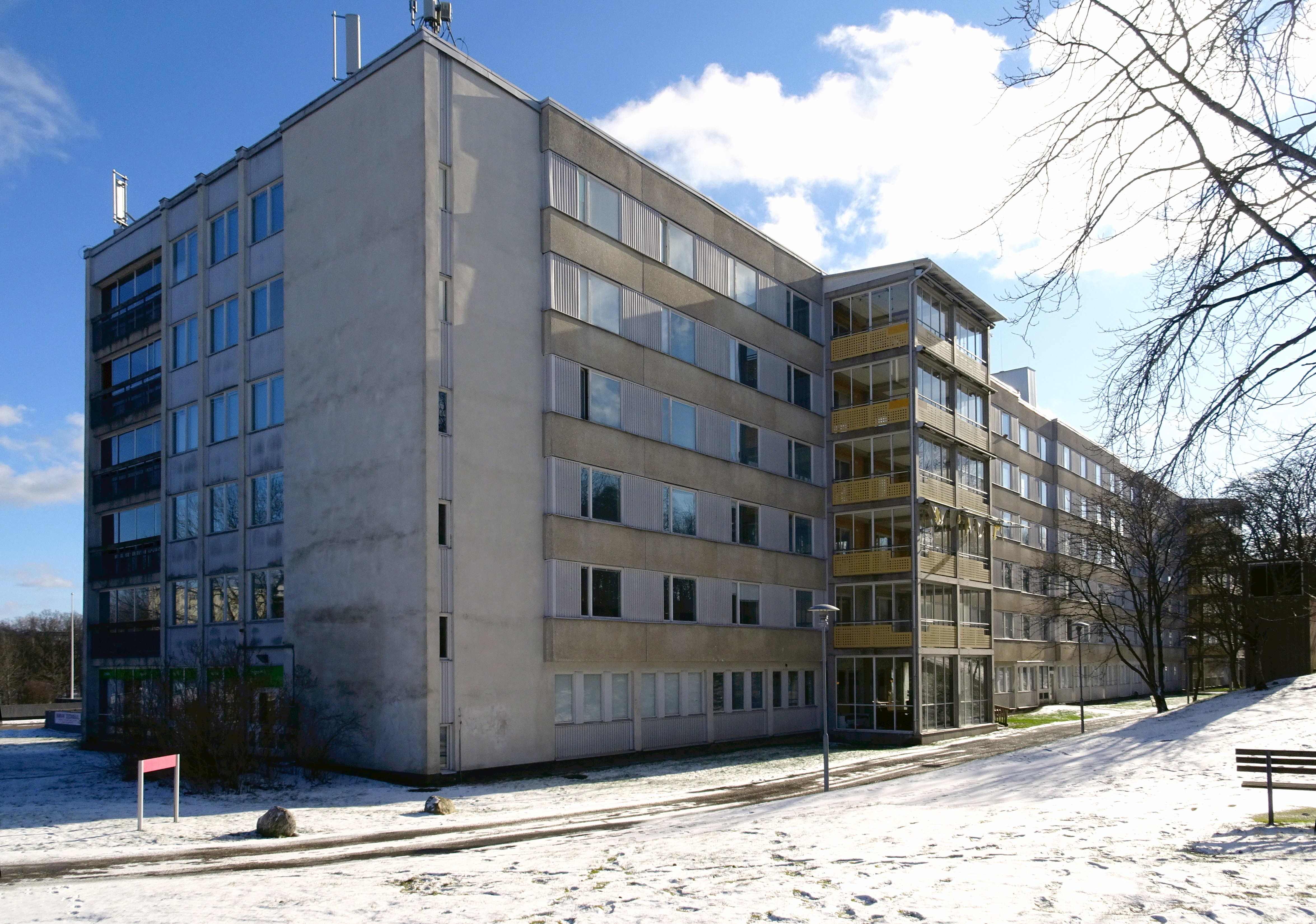
Façade orientée nord-ouest..